# 長喙黑鳳頭鸚鵡
是一种分布于澳大利亚西南部的黑鳳頭鸚鵡屬鳥類。長喙黑鳳頭鸚鵡體長約為56厘米，顏色為深灰色。它的喙比短喙黑鳳頭鸚鵡的喙更长更窄。

## 外部連結
- 维基共享资源上的相關多媒體資源：長喙黑鳳頭鸚鵡
- 維基物種上的相關：長喙黑鳳頭鸚鵡
- Xeno-canto上有关長喙黑鳳頭鸚鵡的錄音